# エスター (映画)
『エスター』（原題:Orphan　孤児）は、2009年のアメリカ合衆国のホラー映画。監督はジャウム・コレット＝セラ、出演はヴェラ・ファーミガとイザベル・ファーマンなど。R15+指定。
ある家族に養子として引き取られた美少女エスターが巻き起こす惨劇を描いている。北米では2009年7月24日に公開され、日本では2009年10月10日に公開された。原題の『Orphan』は「孤児」という意味。
公開から13年後の2022年に、前日譚を描く続編『エスター ファースト・キル』の制作が発表された。

## ストーリー
かつて3人目の子供を流産したケイト・コールマンは、家族との幸せな日々を送りながらも心の傷が癒える事はなかった。状況を改善するため、彼女とその夫ジョンは孤児院を訪ね、エスターという9歳の少女を養子として引き取る。エスターは少々変わっているがしっかり者で落ち着いており、すぐに手話を覚えて難聴を患う義妹マックスとも仲良くなる。一方で、義兄ダニエルはエスターのことを歓迎していなかった。
共に暮らし始めると、エスターは謎のこだわりや習慣を持っていることが明らかになっていく。加えて、ダニエルが傷つけてしまい苦しんでいる鳩を石で叩き潰すなど、不気味で攻撃的な一面も見せ始めた。
ある晩、エスターにジョンとの性行為を見られたケイトは、彼女に行為の意味を「愛を表現しあう」と説明するが、エスターからは冷たく「知ってる、ファックでしょ」と返され、彼女に不信感を抱く。弾けないと言っていたピアノを完璧に弾くエスターを見たケイトはさらに不信感を募らせるが、エスターを信じるジョンはケイトに反発し、2人は口論になってしまう。
そんな中、夫妻のもとに孤児院からシスター・アビゲイルが訪ねてくる。彼女曰く、エスターが以前いた学校では喧嘩や泥棒騒ぎ、事故の現場には必ずエスターの姿があり、彼女が住んでいた家と家主である親類も放火によって失われたのだという。3人の会話を聞いていたエスターは、ジョンの書斎からツリーハウスの鍵やハンマー、拳銃を盗み出すとマックスを連れ出て先回りし、帰路につくシスター・アビゲイルの車の前にマックスを突き飛ばす。シスター・アビゲイルは間一髪のところでマックスを避け事なきを得るが、彼女に駆け寄ったところを背後からエスターにハンマーで殴り殺されてしまう。エスターはマックスを共犯者にして死体を隠蔽すると、ツリーハウスに証拠を隠していく。その様子を目撃したダニエルも彼女に脅され、子供達はエスターに逆らえなくなる。
夫妻はエスターを馴染みのカウンセラーのもとに連れて行くが、彼女と話したカウンセラーはケイトにこそ問題があると指摘してきた。エスターの強かさを知ったケイトは独自に調べた結果、エスターには人格障害があると確信し、彼女がロシアにいた頃の情報を問い合わせるが、そんな情報はないと返答されてしまう。危機感を覚えたエスターはジョンに取り入り始め、ケイトの仕業に見せかけて自ら腕の骨を折るなど、密かに工作してケイトが孤立するように仕向けていった。ケイトはエスターの持っていた聖書を調べ、そこに刻印された文字から彼女がエストニアの精神病院にいたことを突き止める。
一方で、マックスからシスター・アビゲイル殺害について聞き出したダニエルは証拠を回収しようとするが、嗅ぎ付けたエスターによってツリーハウスに放火され閉じ込められてしまう。なんとか脱出したものの、落下して頭を打ったところをエスターに殺されかけるが、マックスの体当たりによって未遂に終わり、ダニエルは搬送されて一命を取りとめる。エスターは病院でダニエルを再び殺そうとして失敗するも、それを知って激昂したケイトは鎮静剤を打たれて病院で一晩過ごすことになった。
ケイト不在の自宅でエスターがジョンに色仕掛けを行うと、異性として好意を向けられていると気付いたジョンは彼女を拒絶する。その頃、病院にいるケイトは携帯電話に連絡をくれた精神病院の医師によって、エスターは下垂体機能低下症による成長ホルモン異常を原因とした発育不全のため外見が幼いだけで、実際にはリーナ・クラマーという33歳の大人であることを知らされていた。医師の話によると、エスターことリーナは非常に暴力的な人物で、医師の知る限り少なくとも推定で7人を殺害して精神病院に入院させられたが、現在は脱走して行方知れずとなっているという。彼女の恐ろしい経歴を知ったケイトは自宅へ戻るため車を飛ばすが、電話を掛けてもジョンは一向に応答しない。
自宅に着くとジョンはエスターに刺殺されており、ケイトもマックスを探すうちエスターに肩を撃たれてしまう。やがてマックスが窮地に陥るが、これをなんとか救ったケイトは自宅から離れ、通報で駆けつけたパトカーを見て安堵する。しかし、追ってきたエスターが襲い掛かってきてケイトと格闘戦になり、2人はやがて氷の割れた湖に落ちる。なんとか脱出したケイトは足を掴むエスターを蹴落とすと、マックスを抱いてパトカーのもとへと向かった。

## 登場人物
※括弧内は日本語吹替
ケイト・コールマン
演 - ヴェラ・ファーミガ（八十川真由野）
主人公。3人目の子供を流産したことがトラウマとなり、悪夢に苦しめられている。元アルコール依存症患者。
孤児院から引き取ったエスターと心を通わせようとするが、ある日を境にエスターを不信に思うようになり、やがて彼女の過去を調べ始める。
エスター
演 - イザベル・ファーマン（矢島晶子）
コールマン夫妻が孤児院から引き取った少女。ロシア出身。9歳。
頭がよく、絵を描くことが得意。首と両手首には常にリボンを巻き、それを外そうとすると大声で叫ぶ、歯医者を嫌う、入浴時は必ず浴室を施錠する、といった謎めいた部分を持つ。
ジョン・コールマン
演 - ピーター・サースガード（佐久田修）
ケイトの夫。設計士をしており、自宅にいることが多い。10年ほど前に浮気していた過去がある。
精神が不安定になったケイトを立ち直らせるため、養子を迎えることを提案する。エスターを信じきっており、彼女を不審に思うケイトに非協力的な態度を取る。
ダニエル・コールマン
演 - ジミー・ベネット（津々見沙月）
コールマン夫妻の息子。
義理の妹となったエスターを不気味に感じ、快く思っていない。
マックス・コールマン
演 - アリアーナ・エンジニア（台詞なし）
コールマン夫妻の娘。難聴を患っており、手話と読唇術で会話を行う。
仲良くなったエスターを実の姉のように慕い、彼女の頼みを喜んで聞くようになる。
シスター・アビゲイル
演 - CCH・パウンダー（磯辺万沙子）
エスターがいた孤児院のシスター。
引き取られたエスターの様子を不審に思い、彼女が孤児院に来る前の様子を調べ上げる。
バーバラ
演 - ローズマリー・ダンズモア（久保田民絵）
ブラウニング
演 - マーゴ・マーティンデイル（福田如子）
バラバ
演 - カレル・ローデン（木下浩之）　
- 日本語吹替版その他：藤井啓輔、駒谷昌男、松久保いほ、赤池裕美子、安永亜季、東條加那子、中司ゆう花、瑚海みどり、今瀬未知、佐藤健輔、杉野博臣、藤村悠樹

- 日本語吹替版制作スタッフ
演出：伊達康将、翻訳：埜畑みづき、調整：オムニバス・ジャパン、制作：東北新社

## スタッフ
- 監督：ジャウム・コレット＝セラ
- 製作：ジョエル・シルバー、スーザン・ダウニー、ジェニファー・デイヴィソン・キローラン、レオナルド・ディカプリオ
- 製作総指揮：スティーヴ・リチャーズ、ドン・カーモディ、マイケル・アイルランド
- 共同製作：リチャード・ミリッシュ、デイビッド・バレット、エリック・オルセン
- 原案：アレックス・メイス
- 脚本：デヴィッド・レスリー・ジョンソン
- 撮影：ジェフ・カッター
- プロダクションデザイン：トム・マイヤー
- 衣装デザイン：アントワネット・メッサン
- 編集：ティム・アルヴァーソン
- 音楽：ジョン・オットマン
- 製作スタジオ：ダークキャッスル・エンタテインメント
- 日本語字幕翻訳：小寺陽子
- 日本語吹替翻訳：埜畑みづき

## 製作
- 映画の大部分はカナダのトロント、モントリオールで撮影された[4]。
- マックスを演じたアリアーナ・エンジニアは実際に聴覚障害を持っており、作中で披露する手話や読唇術も日常的に使用している。

## 作品の評価
Rotten Tomatoesによれば、153件の評論のうち、56%にあたる85件が高く評価しており、平均して10点満点中5.49点を得ている。
Metacriticによれば、25件の評論のうち、高評価は7件、賛否混在は11件、低評価は7件で、平均して100点満点中42点を得ている。